# 星野命
星野 命（ほしの あきら、1927年8月24日- 2015年11月7日）は、日本の心理学者。国際基督教大学名誉教授。

## 略歴
石川県金沢市生まれ。1952年東京大学文学部心理学科卒業、名古屋大学医学部精神医学教室臨床心理学研修生入局。54年同研究生。55年米国アイオワ州立大学大学院臨床心理学研究科にフルブライト奨学生として留学。56年ミシガン大学心理学クリニック研究員。1957年国際基督教大学教養学部専任講師。60年助教授、準教授、72年教授、90年定年、名誉教授、京都女子大学教授。2015年11月7日没。日本社会心理学会名誉会員。

## 著書
- 『クロス・カルチュア思考への招待 異文化間体験の心』読売新聞社　1992
- 『星野命著作集』全3巻　北樹出版　2010-11

1 (人間性・人格の心理学)　2010
2 (異文化間教育・異文化間心理学)2010
3 (心理学その境界を越えて)2011

## 共編著
- 『ロールシャッハ法による事例研究』片口安史,岡部祥平共編　誠信書房　1970
- 『性格は変えられるか 個性カウンセリング入門』詫摩武俊共編　1972　有斐閣選書
- 『臨床心理学』詫摩武俊共編　新曜社　1972
- 『カルチュア・ショックと日本人 異文化対応の時代を生きる』荻野恒一共編　1983　有斐閣選書
- 『社会心理学の交叉路』編著　北樹出版　1986
- 『講座家族心理学 第1巻　変貌する家族 その現実と未来』責任編集　金子書房　1989
- 『性格心理学新講座 第6巻.ケース研究 個性の型態と展開』責任編集　金子書房　1989
- 『異文化間関係学の現在 旅・異文化・人生』編　金子書房　1992
- 『青年期カウンセリング入門 青年の危機と発達課題』古屋健治,山田良一共編著　川島書店　1998
- 『対人関係の心理学』編　日本評論社　1998　こころの科学セレクション

## 翻訳
- G.W.オルポート『人格心理学』今田恵監訳 入谷敏男,今田寛共訳　誠信書房　1968
- G.W.オルポート『人格と社会との出会い』原一雄共訳　誠信書房　1972
- G.W.オルポート『心理学における人間』依田新,宮本美沙子共訳　培風館　1977

## 論文
- 「自己態度の研究をめぐる二、三の問題」 『興論科学協会紀要』 第25号 1958
- 「米国におけるロールシャッハ技法訓練の状況その他」 『ロールシャッハ研究』 第1号 1958
- 「臨床的方法」 潟永重次編 『精神衛生』 啓文堂 1959
- 「人間の成長-パーソナリティの社会的形成」 我妻洋編 『現代文化人類学 5. 人間の行動』 中山書店 1960
- 「宗教的情操の教育」 『講座家庭と学校 3. 情操の教育』 金子書房 1965
- 「人格の社会文化的背景」 佐治守夫ほか編 『臨床心理学講座 1. 臨床心理学の基礎』 誠信書房 1968
- 「都市化に伴う社会構造ならびに住民の社会的態度の変容-埼玉県武藤町藤沢の場合」 『社会科学ジャーナル』 7 1968
- 「社会的人間の形成と社会化」 本明寛編 『人間-その変革を求めて』 芸林書房 1969
- 「甘えの心理」 祖父江孝男編 『日本人-その構造分析 (現代のエスプリ)』 至文堂 1969
- 「青年期の比較文化的考察の意義と方法」 依田新ほか編 『現代青年心理学講座 2. 青年期の比較文化的考察』 金子書房 1973
- 「社会環境の診断」 村上英治編 『心理学研究法 12. 臨床診断』 東京大学出版会 1974
- 「人格理論の課題」 小口忠彦ほか編 『教育心理学原論』 有斐閣 1975
- 「教育と人格理論」 『教育学研究』 第42巻 2号 1975
- 「心理学における異文化間研究=異文化間心理学の特質と課題」 『心理学評論』 第22巻 3号 1979
- 「社会化の比較文化論」 菊池章夫ほか編 『社会化の理論』 有斐閣 1979
- 「文化とパーソナリティ研究の系譜」 『サイコロジー』 第8号 1980
- 「臨床的研究の歴史と展望」 第20回日本教育心理学会総会「歴史と展望」刊行委員会編 『教育心理学シンポジウムウ-歴史と展望 1959 - 1978 』 川島書店 1980
- 「幼児期の原風景としての風土、序報：その心理学的意味とパターン」 九学会連合年報 『人類科学』 34 1981
- 「個人レベルの文化摩擦について」 大林太良編 『文化摩擦の一般理論』 巌南書店 1982
- 「文化ショックの実例-日本人帰国青少年の生活適応の諸問題 (英文)」 In R. C. Nann (ed.) Uprooding and Surviving, D. Reidel pub.Co. 1982
- 「青年の異文化体験とナショナル・アイデンティティ-自叙伝と手記による考察」 青年心理学研究会編 『現代青年の心理』 福村出版 1983
- 「カルチャーショック」 永野重史ほか編 『発達心理学への招待 7. 文化のなかの人間』 新曜社 1983
- 「文化とパーソナリティ」 『講座現代の心理学 6. 性格の科学』 小学館 1984
- 「カルチュア・ショックと学習」 『教育と医学』 第33巻 7号 1985
- 「沿岸居住者 (中学生) の海・船に対する心理構造-イメージと危機への態度-」 『人類科学』 第38号 1985
- 渡辺文夫と共著 「異文化間教育心理学研究」 『教育心理学年報』 第24集 1985
- 「民族的帰属意識-エスニック・アイデンティティの任意性-」 『文化人類学』 第1巻 2号 1985
- 「自叙伝法 二〇答法」 『性格心理学新講座 6. ケース研究』 金子書房 1985
- 「カルチュア・ショックと性格」 『パッケージ性格の心理 4. 性格の諸側面』 ブレーン出版 1986
- 「二〇答法」 『パッケージ性格の心理 6. 性格の理解と把握』 ブレーン出版 1986
- 「文化とパーソナリティ-異文化間心理学の立場から」 『こころの科学』 第9号 1986
- 「帰国子女の適応 (自文化復帰)」 Health Science, 第3巻 1号 1987
- 「日本人らしさとは何か」 『こころの科学』 第14号 1987
- 「海外成長日本人の文化的ポテンシャル」 『社会心理学研究』 第3巻 2号 1988
- 「おのが個性の伸長と生きがい」 『児童心理』 第42巻 4号 1989
- 「文化とパーソナリティ」 『臨床心理学大系 2. パーソナリティ』 金子書房 1990
- 「青年の異文化体験の心理-カルチュア・ショックを越えて」 『青年心理』 第84号 (1990年11月号)
- 「日本の家族関係と子ども」 『新児童心理学講座 第12巻』 金子書房 1991
- 「文化と性格」 『性格心理学ハンドブック』 福村出版 1998